# Aleksandr Chanżonkow

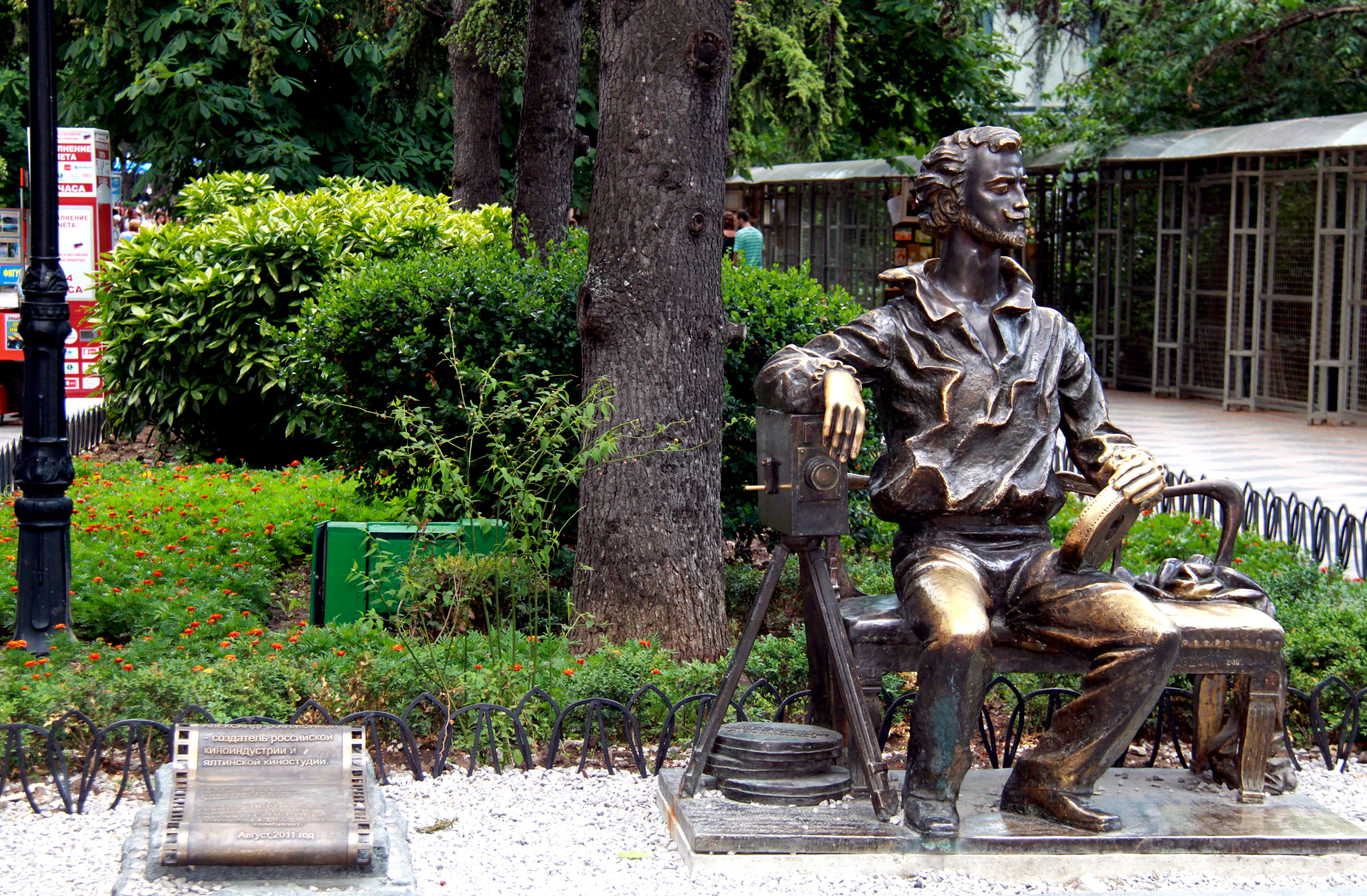
Pomnik w Jałcie

Aleksandr Aleksiejewicz Chanżonkow (ros. Александр Алексеевич Ханжонков, ur. 27 lipca/8 sierpnia 1877 we wsi Chanżonkowka, zm. 26 września 1945 w Jałcie) – rosyjski przedsiębiorca filmowy, producent, reżyser i scenarzysta.

## Życiorys
Urodził się w rodzinie setnika obwodu wojska dońskiego. W roku 1896 ukończył szkołę podchorążych kozackich w Nowoczerkasku i został sierżantem w pułku kozaków dońskich w Moskwie.
W roku 1905 zakończył z powodów zdrowotnych karierę wojskową. Za otrzymaną odprawę w wysokości 5000 rubli nabył akcje moskiewskiej spółki Gaumont i Sieversen, którą następnie przejął, uruchamiając produkcję taśmy filmowej. Na wiosnę 1906 stał się współzałożycielem firmy E. Osz i A. Chanżonkow, zajmującej się wynajmem kopii filmów zagranicznych i produkcją filmów rosyjskich.
W roku 1909 powstał w jego wytwórni pierwszy rosyjski film fabularny „Dramat w obozie cygańskim pod Moskwą”. Wkrótce powstały kolejne filmy fabularne z udziałem znanych aktorów teatralnych, m.in. Iwana Mozżuchina.
W wytwórni Chanżonkowa działali reżyser Edward Puchalski, operator Jan Skarbek-Malczewski i aktor Antoni Fertner, którzy nabyte tam doświadczenia zawodowe wykorzystali w warszawskiej wytwórni filmowej „Sfinks” Aleksandra Hertza. Sam Hertz również korzystał z współpracy z Chanżonkowem. W roku 1912 Władysław Starewicz zrealizował przy wsparciu Chanżonkowa film kukiełkowy Konik polny i mrówka.
Na wiosnę 1917 roku, wkrótce po rewolucji lutowej Chanżonkow przeniósł produkcję z Moskwy do Jałty na Krymie i tam kontynuował działalność. W roku 1920 wobec przewagi bolszewików w wojnie domowej Chanżonkow wyemigrował do Konstantynopola, później do Mediolanu i Wiednia, gdzie usiłował wznowić działalność. Prowadził badania nad filmem dźwiękowym, które porzucił ze względu na brak środków finansowych.
W roku 1923 otrzymał propozycję powrotu do Moskwy i objęcia kierownictwa studia filmowego „Rusfilm”, które jednak nie podjęło działalności. Chanżonkow działał następnie jako konsultant państwowego komitetu ds. kinenmatografii „Goskino” a potem kierował wytwórnią „Proletkino”. Wraz z kilkoma członkami kierownictwa „Proletkina” został w roku 1926 aresztowany i oskarżony o malwersacje, lecz uniewinniony z braku dowodów.
Schorowany przeniósł się z Moskwy do Jałty, gdzie wraz z żoną żył w ubóstwie. W roku 1934 zwrócił się do kierownika zarządu kinematografii ZSRR Borysa Szumiackiego z prośbą o rehabilitację, która została uwzględniona, dzięki czemu otrzymał rentę. Wtedy zajął się pisaniem pamiętników, których część znalazła się w książce „Pierwsze lata kinematografii radzieckiej” («Первые годы русской кинематографии» 1937). W Jałcie, poruszając się na wózku inwalidzkim, przeżył niemiecką okupację i tam umarł w roku 1945.